# Association sportive de Monaco (water-polo)
Pour les articles homonymes, voir Association sportive de Monaco.
La section water-polo de l'Association sportive de Monaco est un club de la Principauté de Monaco.
L'AS Monaco Water-Polo a enchaîné deux montées consécutives avec le titre de champion de France de son championnat en 2023 et 2024 pour atteindre la Nationale 1, plus haut niveau atteint par le club.

## Palmarès
- Nationale 1 :
  - 3e : 2025
- Nationale 2 (1) :
  - Champion : 2024
- Nationale 3 (1) :
  - Champion : 2023

## Bilan saison par saison
| Saison    | Division          | Saison régulière | Barrage / Playoffs |
| 2021/2022 | Nationale 3 (IV)  | 4e/5 (PACA)      | -                  |
| 2022/2023 | Nationale 3 (IV)  | 1er/6 (PACA)     | 1er                |
| 2023/2024 | Nationale 2 (III) | 1er/6 (A)        | 1er (6-0-0)        |
| 2024/2025 | Nationale 1 (II)  | 3e/12            | -                  |
| 2025/2026 | Nationale 1 (II)  | ?/12             | -                  |

Légende : * : repêché, I à V : échelon de la compétition.